# Marquesado de Caracena (1643)
El Marquesado de Caracena es un título nobiliario español creado por el rey Felipe IV en 1643 a favor de José Castejón, quién fue su único titular.

## Nota
Este "Marquesado de Caracena" es independiente y sin ninguna relación con el marquesado de Caracena creado por el rey Felipe IV a favor de Luis Carrillo de Toledo, a quién posteriormente nombró I conde de Pinto. Luis Carrillo de Toledo ya ostentaba el título de "conde de Caracena" que el rey Felipe III le había otorgado en 1599.
Su denominación hace referencia al municipio de Caracena en la provincia de Soria, partido judicial de El Burgo de Osma, Comunidad Autónoma de Castilla y León, España. Pueblo de la comarca de Tierras del Burgo.

## Marqueses de Caracena
|                        | Titular                | Periodo                |
| Creación por Felipe IV | Creación por Felipe IV | Creación por Felipe IV |
| ---------------------- | ---------------------- | ---------------------- |
| I                      | José Castejón          | 1643- ?                |
| Único titular          |                        |                        |
| Caducado               |                        |                        |